# Fadil Toskić
Fadil Toskić (* 25. September 1949 in Sarajevo, Jugoslawien; † 10. Januar 2006 in Sarajevo, Bosnien und Herzegowina) war ein jugoslawischer bzw. bosnischer Sänger und ein bekannter Name auf Schlagerfestivals der späten 1970er und frühen 1980er Jahre.

## Karriere
Seine musikalische Karriere begann in den 1970er Jahren mit der Rockgruppe „Ajani“, kurze Zeit später folgte die Band „Teška industrija“.
Gegen Ende der 1970er Jahre begann er seine eigene Solokarriere als Schlagersänger und wurde damit in ganz Jugoslawien erfolgreich.
Abgesehen von seiner Schlagerkarriere war Toskić auch als exzellenter Friseur bekannt, viele bekannte jugoslawische Persönlichkeiten wurden von ihm frisiert.

## Diskografie

### Alben
- 1979: Bilo bi ludo (Diskoton)
- 1985: Noćne igre (Diskoton)
- 1991: Sjetit ćeš se mene (Diskoton)
- 2001: Još sam tu (Intakt Records)

### Singles
- 1977: Pođi pravo/Riječi sreće (Jugoton)
- 1978: Zapalio sam plamen/Bura ljubavi (Diskoton)
- 1979: Vraćam se kući/Ljubavni napitak (Diskoton)

## Festivals
- 1975:  Prvi aplauz, Banja Luka - Ti kažeš
- 1977: Vaš šlager sezone - Pođi pravo, nagrada publike
- 1978: Vaš šlager sezone - Zapalio sam plamen, prva nagrada publike i pobjednička pjesma
- 1978: Opatija - Buro ljubavi vladaj
- 1978: Split - Još u srcu ima žara
- 1980: Vaš šlager sezone - Pogodila me Amorova strijela
- 1983: Opatija - Ne vrijeđajte me